# Меттерих
Меттерих (нем. Metterich) — община в Германии, в земле Рейнланд-Пфальц. 
Входит в состав района Айфель-Битбург-Прюм. Подчиняется управлению Битбург-Ланд.  Население составляет 494 человека (на 31 декабря 2010 года). Занимает площадь 5,60 км².